# Johann Georg Böhme
Johann Georg Böhme (* 4. Juni 1730 in Rostock; † 7. August 1804 in Lübeck) war ein deutscher Kaufmann und Bürgermeister der Hansestadt Lübeck.

## Leben
Der aus Rostocker Familie stammende Johann Georg Böhme wurde Kaufmann in Lübeck und Mitglied der Lübecker Schonenfahrer. Aus deren Reihen wurde er 1780 Ratsherr in Lübeck und im Lübecker Rat 1799 zu einem der Lübecker Bürgermeister bestimmt.